# Haematomma persoonii
Haematomma persoonii är en lavart som först beskrevs av Fée, och fick sitt nu gällande namn av A. Massal. Haematomma persoonii ingår i släktet Haematomma och familjen Haematommataceae.   Inga underarter finns listade i Catalogue of Life.